# Drunter & Drüber
Drunter & Drüber ist ein Gesellschaftsspiel für 2 bis 4 Spieler des Spieleautors Klaus Teuber. Das Spiel wurde Spiel des Jahres 1991 und damit nach Barbarossa und die Rätselmeister (1988) und Adel verpflichtet (1990) Teubers drittes Spiel mit dieser Auszeichnung. Der Hans im Glück Verlag war der erste Kleinverlag, der diese Auszeichnung erhielt. Drunter & Drüber ist außerdem das erste von Franz Vohwinkel illustrierte Spiel.
2010 wurde das Spiel unter dem Titel „Wacky Wacky West“ auf Englisch mit einem geänderten Setting von Mayfair Games neu aufgelegt.

## Regeln und Ziel
Die Spieler schlüpfen in die Rolle von Schildbürgern, die gemeinsam eine Stadt mit zwei Mauern, einer Straße und einem Fluss errichten. Dabei verfolgt jeder für sich eine bestimmte Absicht, die gegenüber den Mitspielern möglichst bis zum Schluss geheim gehalten wird. Gewonnen hat am Ende, wer seine eigenen Interessen bestmöglich gegen die anderen Parteien durchsetzen konnte.

### Verlauf
Auf dem Spielplan sind in sechs Farben je fünf Gebäude unterschiedlicher Wertigkeit und eine größere Anzahl Klohäuschen aufgedruckt. Jedem Spieler wird zu Beginn eine Farbe verdeckt zugelost. Nun müssen nachträglich die von den Bewohnern der Stadt vergessenen Stadtmauern, die Straße und der Fluss gebaut werden, wobei in jeder Ecke des Spielplans ein anderer Weg begonnen wird. Jeder Mitspieler hat dazu zu Beginn gleich viele Legeplättchen zufällig zugeteilt bekommen.

### Bauregeln
Jeder Spieler darf an das Ende eines Weges anbauen, sofern er ein passendes Plättchen hat. Dabei dürfen Häuser überbaut, andere Mauern, die Straße und der Fluss jedoch nur an Brückenplättchen unterquert werden. Klohäuschen dürfen erst nach vorheriger Abstimmung überbaut werden. Zur Abstimmung hat jeder zu Beginn einen Satz Karten mit unterschiedlich starken Ja- und Neinwerten, einem Jein und einer Enthaltung erhalten. Wenn nun jemand ein Klohäuschen überbauen will, legt jeder mindestens eine Karte verdeckt vor sich ab, danach wird umgedreht, und je nach Mehrheit darf gebaut werden oder nicht. Der Jein-Spieler darf sich nach dem Aufdecken entscheiden. Außer der Enthaltung werden die jeweils gespielten Karten aus dem Spiel genommen. Im Laufe des Spiels wird so fast der gesamte Spielplan – ganz im Stil der Namensgeber – mit Straßen zugepflastert.

### Spielende
Wenn niemand mehr legen kann, zählt jeder die Werte seiner noch sichtbaren Häuser und der Spieler mit den meisten Punkten gewinnt.
Bei Drunter und drüber handelt es sich um ein schnell zu spielendes Bluffspiel, das zahlreiche taktische Elemente enthält.